# Russula silvestris
Espèce
Synonymes
- Russula silvestris (Singer) Reumaux, 1996 (préféré par NCBI)[2]
- Russula emetica f. emeticella Singer[3]
- Russula emetica f. silvestris Singer[3]
- Russula emetica subsp. emeticella (Singer) Singer[3]
- Russula emetica var. silvestris Singer[3]
- Russula emeticella (Singer) Romagn.[3]
- Russula silvestris[2]

Russula silvestris, la Russule des forêts, est un champignon de la famille Russulaceae.